# Fischerturm (München)

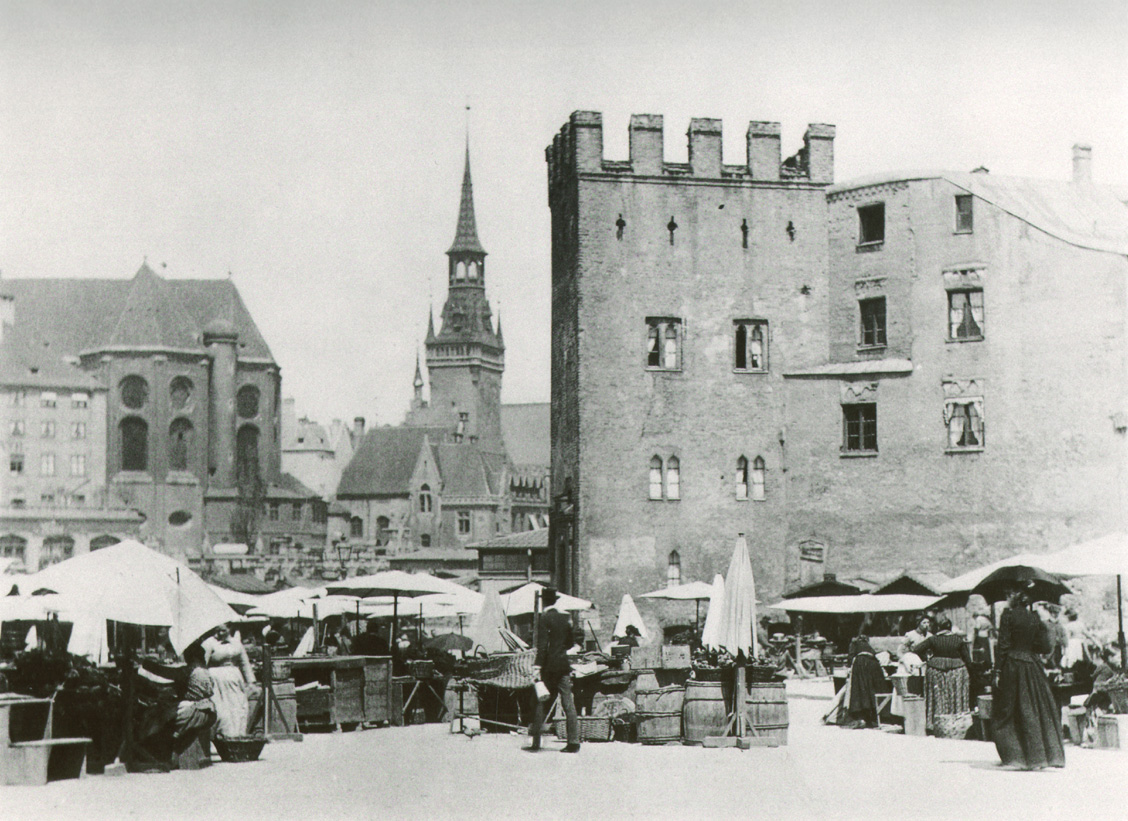
Fischerturm auf dem Viktualienmarkt um 1890

Der Fischerturm war ein Wehrturm der zweiten Stadtmauer des mittelalterlichen Münchens.

## Lage
Der Turm lag im Südteil des Viktualienmarktes ungefähr auf der Verbindungslinie zwischen Westenriederstraße und Rosental etwas nördlich der Stelle, an der die Reichenbachstraße in die Frauenstraße mündet. Ihm war in der Zwingermauer ein Rundturm vorgelagert, der Scheibling genannt wurde. Nördlich des Fischerturms lag ursprünglich das Heilig-Geist-Spital. Zwischen Fischerturm und Scheibling floss der Roßschwemmbach, einer der Münchner Stadtbäche. Von diesem zweigte der Fischerbach ab und floss östlich des Fischerturms unter der Stadtmauer hindurch in die Altstadt.

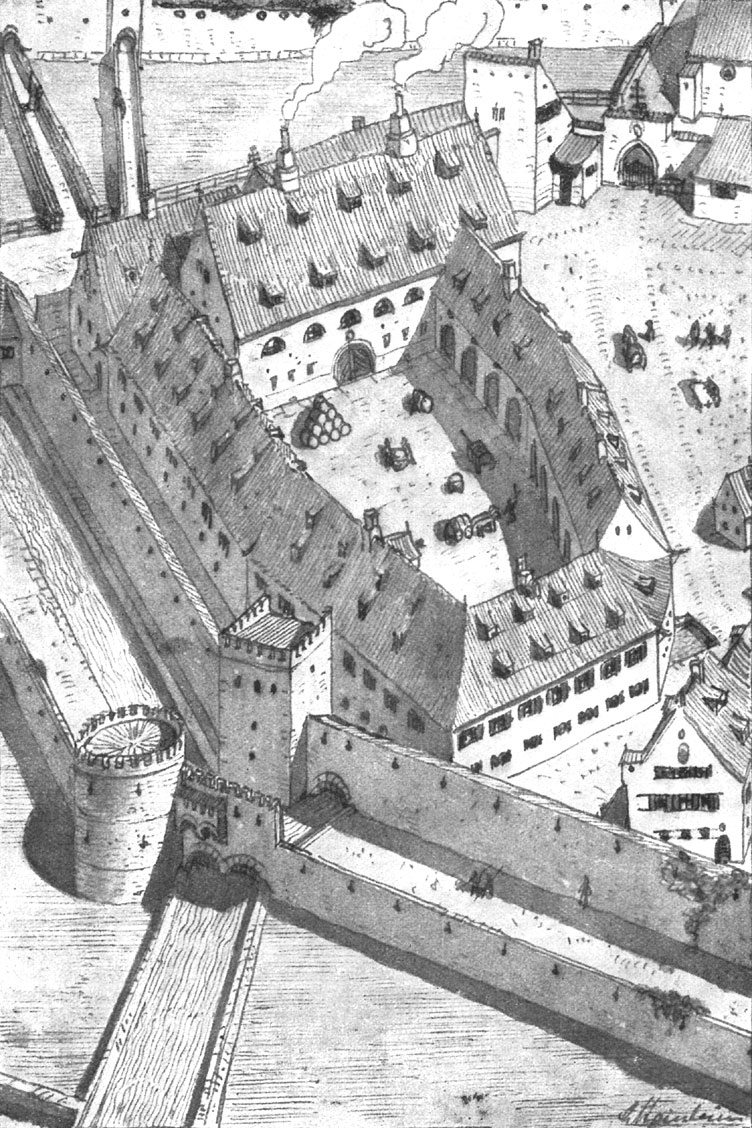
Fischerturm und Scheibling am Südrand des Heilig-Geist-Spital

## Geschichte
Urkundlich erwähnt ist der Turm erstmals 1507 als „turn an der Fischergassen“. Das war die Gasse, durch die der Fischerbach verlief (später Heiliggeiststraße). 1541 wird er erstmals „vischerthurn“ genannt. 1169/71 wurde er auch als „Nunnen- oder Vischertthurn“ bezeichnet, was sich auf die Klarissen im nahegelegenen Angerkloster bezogen haben kann, die außerhalb der Stadtmauer in der Nähe des Turms Grundstücke und ein Färbhaus hatten. Der Turm diente zwischenzeitlich mehrfach als städtisches Gefängnis. Nach dem Abriss der Stadtmauer blieb der Fischerturm als isoliertes Bauwerk auf dem Viktualienmarkt stehen. Abgebrochen wurde er erst 1891.